# Davagna
Davagna – miejscowość i gmina we Włoszech, w regionie Liguria, w prowincji Genua.
Według danych na rok 2004 gminę zamieszkiwało 1781 osób, 81 os./km².